# Revere Beach (Metro de Boston)
Revere Beach es una estación en la línea Azul del Metro de Boston. La estación se encuentra localizada en 220 Shirley Ave en 300 Ocean Ave en Revere, Massachusetts. La estación Revere Beach fue inaugurada el 19 de enero de 1954. La Autoridad de Transporte de la Bahía de Massachusetts es la encargada por el mantenimiento y administración de la estación. La estación fue renovada entre 1994 y 1995 cuando las otras estaciones entre Wonderland a Suffolk Downs fueron remodeladas completamente.

## Descripción
La estación Revere Beach cuenta con 2 plataformas laterales y 2 vías. 

## Conexiones
La estación es abastecida por las siguientes conexiones: 
- 110 Wonderland o Broadway & Park Ave - Wellington & línea Naranja
- 117 Wonderland Station - Maverick Station vía Beach Street
- 411 Malden Center & línea Naranja - Revere/Jack Satter House vía Northgate Shopping Center

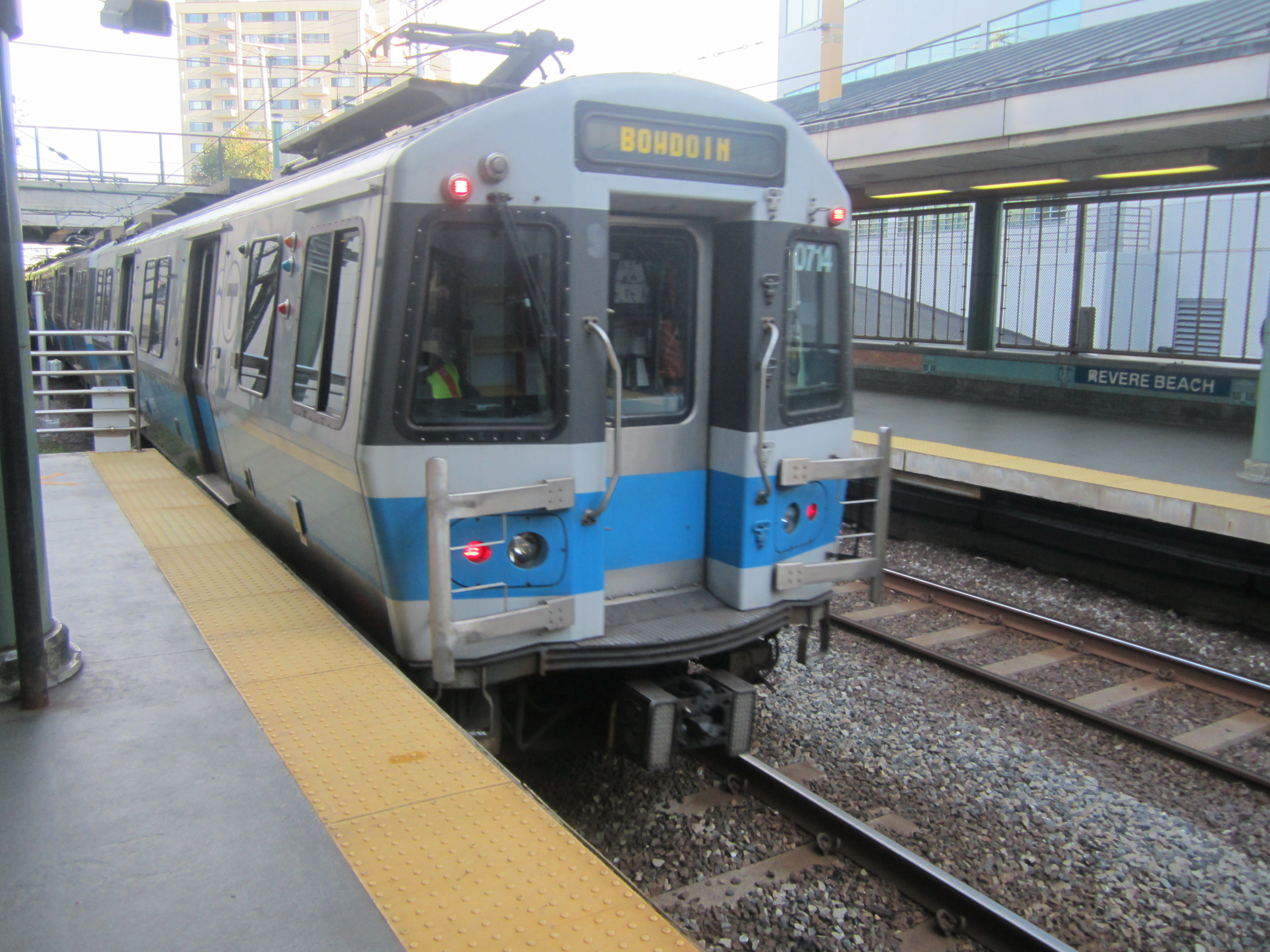